# Halvad
Halvad é uma cidade e um município no distrito de Morbi, no estado indiano de Guzerate.

## Geografia
Halvad está localizada a 23° 01′ N, 71° 11′ L. Tem uma altitude média de 46 metros (150 pés).

## Demografia
Segundo o censo de 2001, Halvad tinha uma população de 24,323 habitantes. Os indivíduos do sexo masculino constituem 52% da população e os do sexo feminino 48%. Halvad tem uma taxa de alfabetização de 60%, superior à média nacional de 59.5%: a literacia no sexo masculino é de 68% e no sexo feminino é de 51%. Em Halvad, 14% da população está abaixo dos 6 anos de idade.